# عنتاب
عَيْن تَاب مدينة عامرة في جنوبي تركية على ساعة من حدود سورية للراكب إليها، وعلى نحو مئة كيلومتر من حلب، والنسبة إليها عَيْنِيّ. وقد كانت مدةً مديدة من أعمال حلب حتى دنا سقوط الدولة العثمانية. قال أبو عبد الله ياقوت الحموي الرومي (تـ 626 هـ): «عَيْنُ تَابٍ قلعة حصينة ورستاق بين حلب وأنطاكية، وكانت تعرف بدُلُوك، ودلوك رستاقها، وهي الآن من أعمال حلب.» وإليها ينسب بدر الدين العيني من أعلام المئة التاسعة صاحب عمدة القاري ومؤسس مدرسة العيني في القاهرة، وشهاب الدين العيني صاحب قصر العيني في جزيرة الروضة بالقاهرة. وفي سنة 1921 نعتت المدينة بـ«الغَازِيَة» (بالتركية: غازی) إكراما لدفاع أهلها عنها إبان حصار الفرنسيس الذي دام عشرة شهور، فبات اسمها غازي عين تاب (بالتركية: غازی عین‌تاب/Gaziantep) وبه تعرف رسميا. وهي اليوم عاصمة ولاية عين تاب التركية، وأهلها نحو مليونين ومئتي ألف أكثرهم من الترك.
هي من الأقاليم السورية الشمالية التي ضمت إلى تركيا بموجب معاهدة أنقرة عام 1920 بين تركيا من جهة وفرنسا من جهة أخرى.[بحاجة لمصدر] تعدّ من المدن الصناعية الهامة في تركيا خاصة وفي المنطقة عامة، تشتهر بالكباب العيني وبالفستق العينيواللحم بعجين، كما تشتهر بصناعة حلوى البقلاوة.[بحاجة لمصدر] يسكنها خليط من القوميات التركية مع أقلية من الشركس.[بحاجة لمصدر]

## الاسم
نظرًا لاتصال المدينة بالعديد من المجموعات العرقية والثقافات عبر تاريخها ، فإن اسم المدينة له العديد من المتغيرات والبدائل مثل:
- هنتاب، هنطاب، أو حاطاب كما عرفها الصليبيون.[28][29]
- عين تاب ومشتقاتها في اللغة التركية والأرمينية العامية منذ القرن السابع عشر.[30][31]
- عين تاب (Aīntāb) بالتركية العثمانية.
- غازي عين تاب باللغة التركية الرسمية بعد فبراير 1921، عندما أطلق البرلمان التركي على المدينة اسم غازي عين تاب لإحياء ذكرى مقاومتها للحصار الفرنسي لعين تاب خلال الحرب الفرنسية التركية.
- غازي عين تاب باللغة التركية الرسمية بعد عام 1928.[32]
- عين تاب بالعربية.
- عين تاب أو ديلوك بالكردية.[33]
- عين تاب أو فيردون ترك بالفرنسية.[34]

هناك العديد من النظريات لأصل الاسم الحالي: [بحاجة لمصدر]
- Aïntap قد تكون مشتقة من khantap وتعني «أرض الملك» في اللغة الحيثية.[بحاجة لمصدر]
- Aïn، كلمة عربية وآرامية تعني «نبع الماء»، وعلامة التبويب ككلمة من الثناء.[بحاجة لمصدر]
- Antep قد تكون تحريفًا للكلمة العربية "عين الطيب" التي تعني "نبع الطيب". ومع ذلك، فإن الاسم العربي للمدينة مكتوب بحرف t (ت) وليس ṭ (ط).[بحاجة لمصدر]
- Ayin dab أو Ayin debo في الآرامية، وتعني «عين الذئب».[بحاجة لمصدر]

## التاريخ

### العصر الحجري الحديث
يقع موقع تل تولوك الأثري، والذي يطلق على ثقافة العصر الحجري الحديث العصر الحجري الحديث، على بعد بضعة كيلومترات من شمال وسط المدينة.

### العصر البرنزي الأول
هناك آثار للتسوية تعود إلى الألفية الرابعة قبل الميلاد. [بحاجة لمصدر]

### العصر الهليني
غازي عين تاب هو الموقع المحتمل للمدينة الهلنستية في أنطاكيا إلى طوروس [7] («أنطاكية في جبال طوروس»).

### العصر الرومي
في وسط المدينة تقف قلعة غازي عين تاب وقلعة رافاندا، التي استعادها البيزنطيون في القرن السادس.

### العصر الإسلامي
بعد الفتح الإسلامي في بلاد الشام، انتقلت المدينة إلى الأمويين في عام 661 ميلادي والعباسيين في عام 750. وقد دمرت عدة مرات خلال الحروب العربية البيزنطية. بعد تفكك الأسرة العباسية، حكمت المدينة على التوالي من قبل التولوينات والإخشيدية والهمدانيين. في عام 962، استعادها البيزنطيون.
استولى السلاجقة الأناضوليون على عين تاب في عام 1067. لقد منحوا الطريق إلى السلاجقة السوريين في عام 1086. وعين توتوش الأول ثوروس إيديسا حاكماً للمنطقة.
تم الاستيلاء عليها من قبل الصليبيين وتوحدت في سفينة الرب ماراس في مقاطعة الرها في 1098.
عادت إلى سلطنة السلجوق في عام 1150، وكانت تحت سيطرة مملكة سيليكيا الأرمنية بين 1155-1157 و1204–1206 واستولت عليها الزنغيدات في 1172 والأيوبيين في عام 1181. استعادت سلطنة سلجوق في عام 1218. حكمها إيلخانية بين 1260-1261 و1271-1272 و1280-1212 و1299-1231 والمماليك بين 1261-1271 و1272-1280 و1281-1299 و1317-1341 و1317-1348 و1381 -1389 و1395-1516. كان يحكمها أيضًا ذو القدر، وهي دولة تابعة للمماليك.

#### أيام دولة بني عثمان
استولت الإمبراطورية العثمانية على غازي عين تاب بعد معركة مرج دابق في عام 1516، في عهد السلطان سليم الأول. في الفترة العثمانية، كان عيناب في سنكك متمركزًا في بادئ الأمر في ایالت ذولقادر (1516-1818)، ثم في ولاية حلب (1908-1918). كان أيضًا قضاء في ولاية حلب (1818-1908). أنشأت المدينة نفسها كمركز للتجارة بسبب موقعها المترابط بطرق التجارة.
أشار المسافر التركي من القرن السابع عشر اوليا چلبى إلى وجود 3900 متجر واثنين من الأسرة.
بحلول نهاية القرن التاسع عشر، كان عدد سكان عين تاب حوالي 45000 نسمة، ثلثاهم من المسلمين - معظمهم من الأتراك، ولكن أيضًا من العرب والكرد. من المسيحيين، كان هناك مجتمع أرمني كبير. في القرن التاسع عشر، كان هناك نشاط تبشيري مسيحي أمريكي بروتستانتي كبير في عين تاب. على وجه الخصوص، تأسست كلية تركيا الوسطى في عام 1874 من قبل مجلس المهمة الأمريكية وخدم المجتمع الأرمني إلى حد كبير. تم ذبح الأرمن بشكل منهجي خلال مذابح الحميدية في عام 1895 ثم الإبادة الجماعية للأرمن في عام 1915. نتيجة لذلك، تم نقل كلية تركيا المركزية إلى حلب في عام 1916.

## السياسة
يقال إن غازي عين تاب تعكس بشكل مسبق التوجهات السياسية الصاعدة في تركيا. على سبيل المثال، اختارت المحافظة حزب الوطن الأم في عام 1984، والحزب الديمقراطي في عام 1989، وحزب الرفاه (بزعامة نجم الدين أربكان) في عام 1994، وحزب العدالة والتنمية في الانتخابات المحلية عام 2004. كان هناك استثناء واحد في عام 1999 عندما حصل حزب الشعب الجمهوري على المرتبة الأولى بنسبة 17.02% من أصوات الجمعية العامة الإقليمية بفضل الصورة الناجحة لعمدة مدينة غازي عين تاب جلال دوغان، وصعود حزب الحركة القومية اليمينية (الذي يركز على الهوية التركية). يبدو أن برنامج حزب الشعوب الديمقراطي ذا الاتجاه الكردي الذي بلغ سقفًا متواضعًا بنسبة 5% في عام 1999، قد تراجع. من المعروف أن رئيس الوزراء رجب طيب أردوغان اعتبر الانتخابات المحلية في غازي عين تاب ذات أهمية خاصة وقام بتعبئة ثقل حكومي كبير مسبقًا.
رئيس بلدية غازي عين تاب الحالي هي فاطمة شاهين، التي سبق أن شغلت منصب وزير الأسرة والسياسات الاجتماعية في الحكومة الثالثة لأردوغان.

## معرض صور

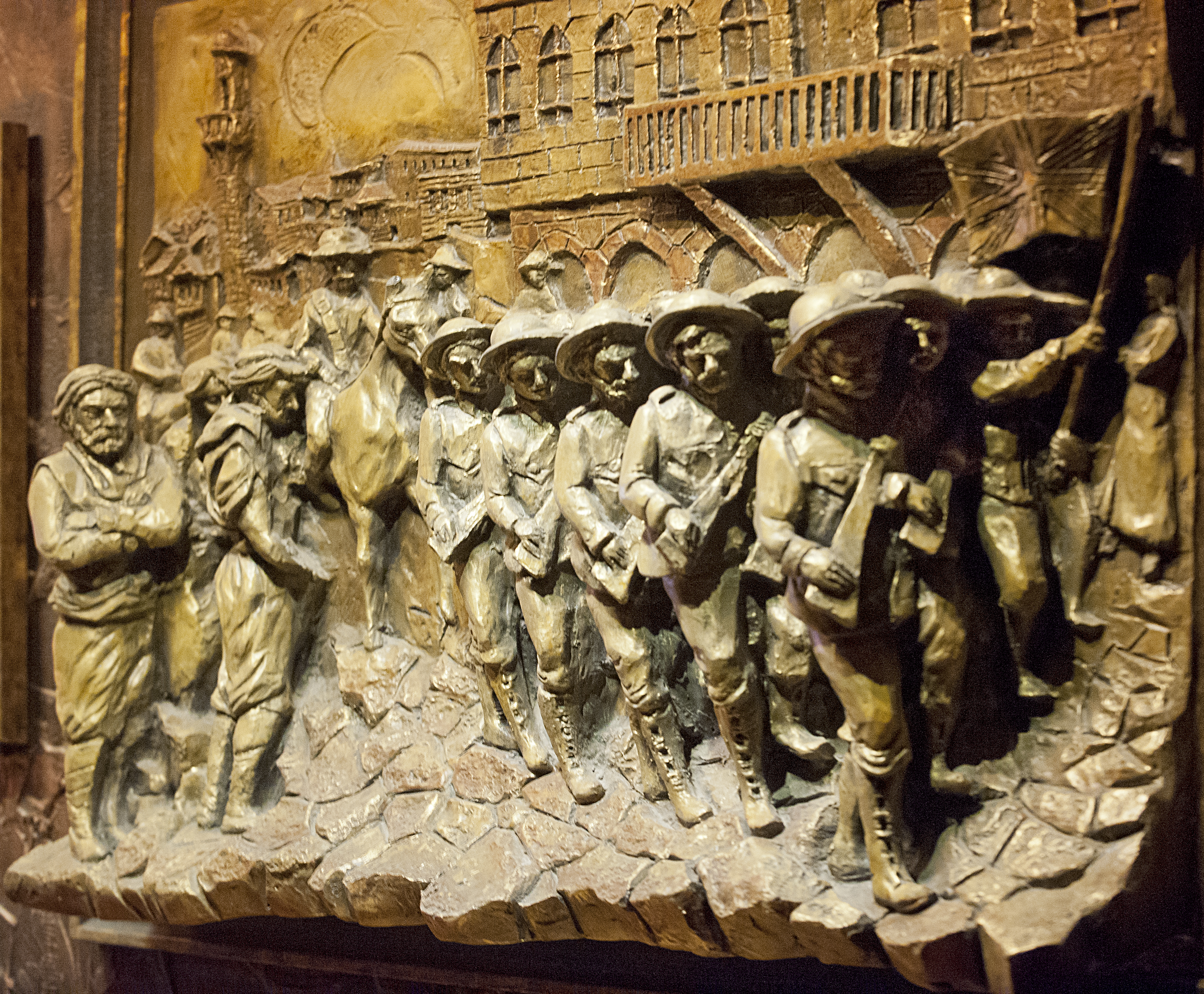
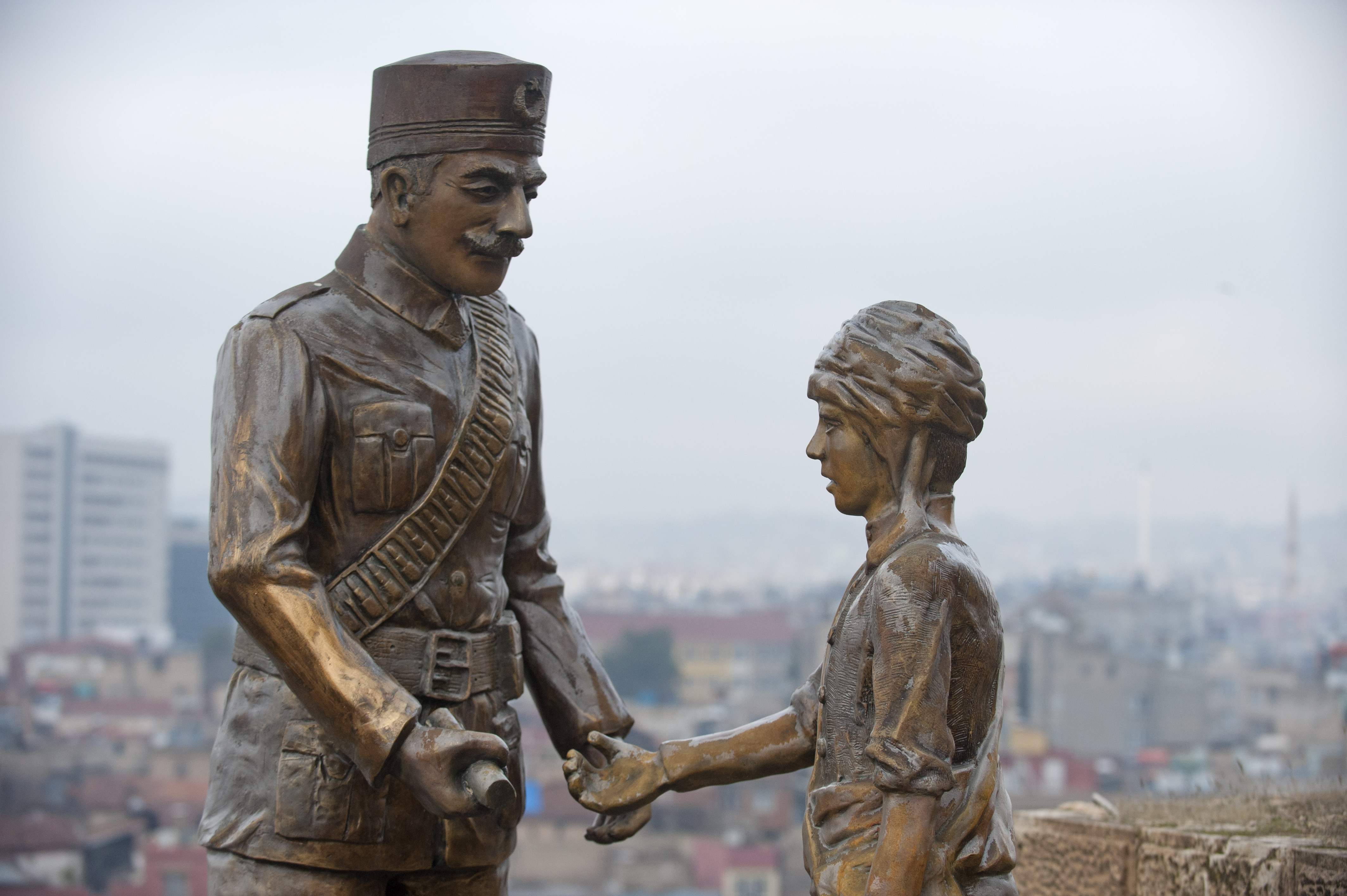
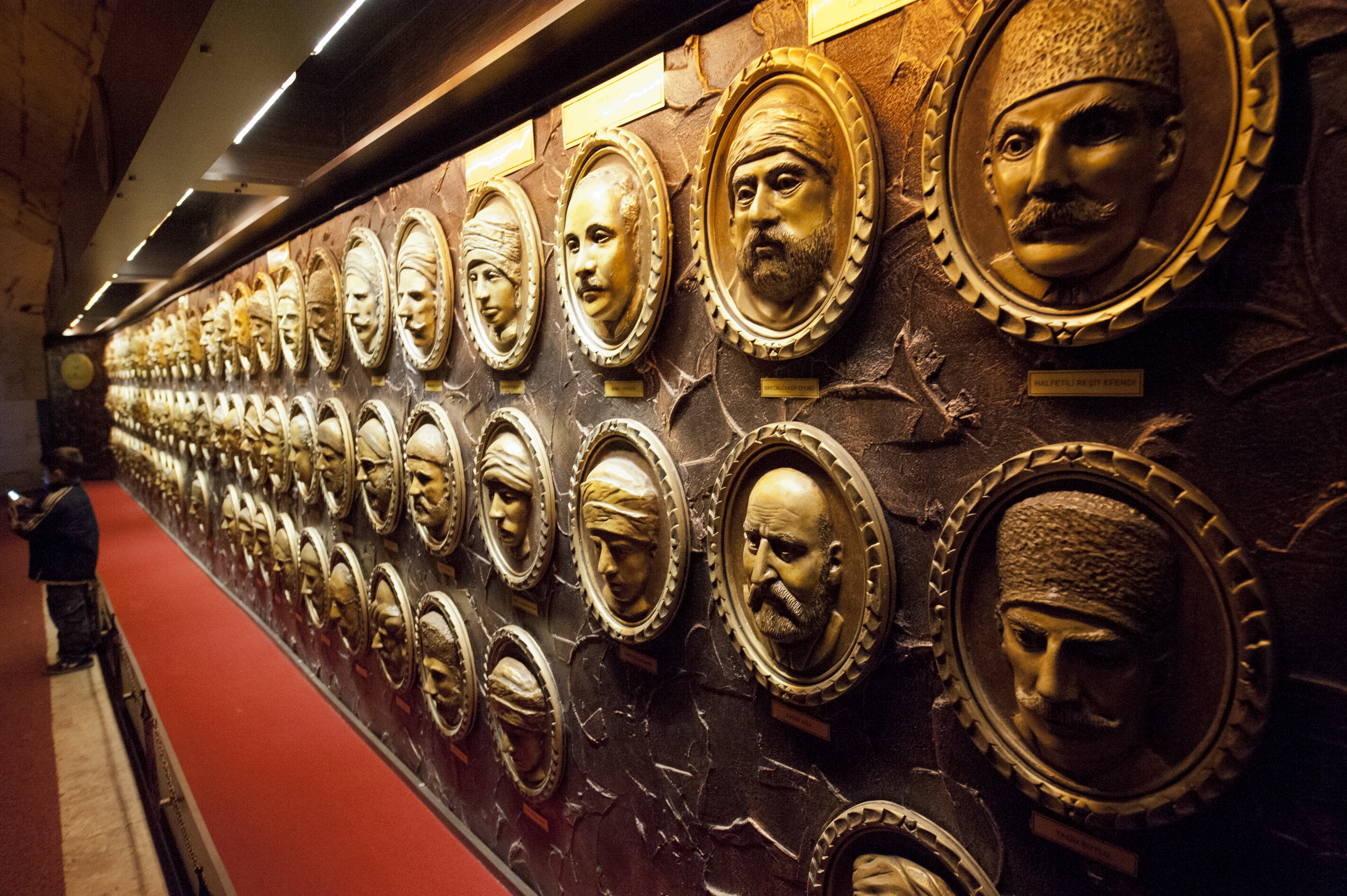
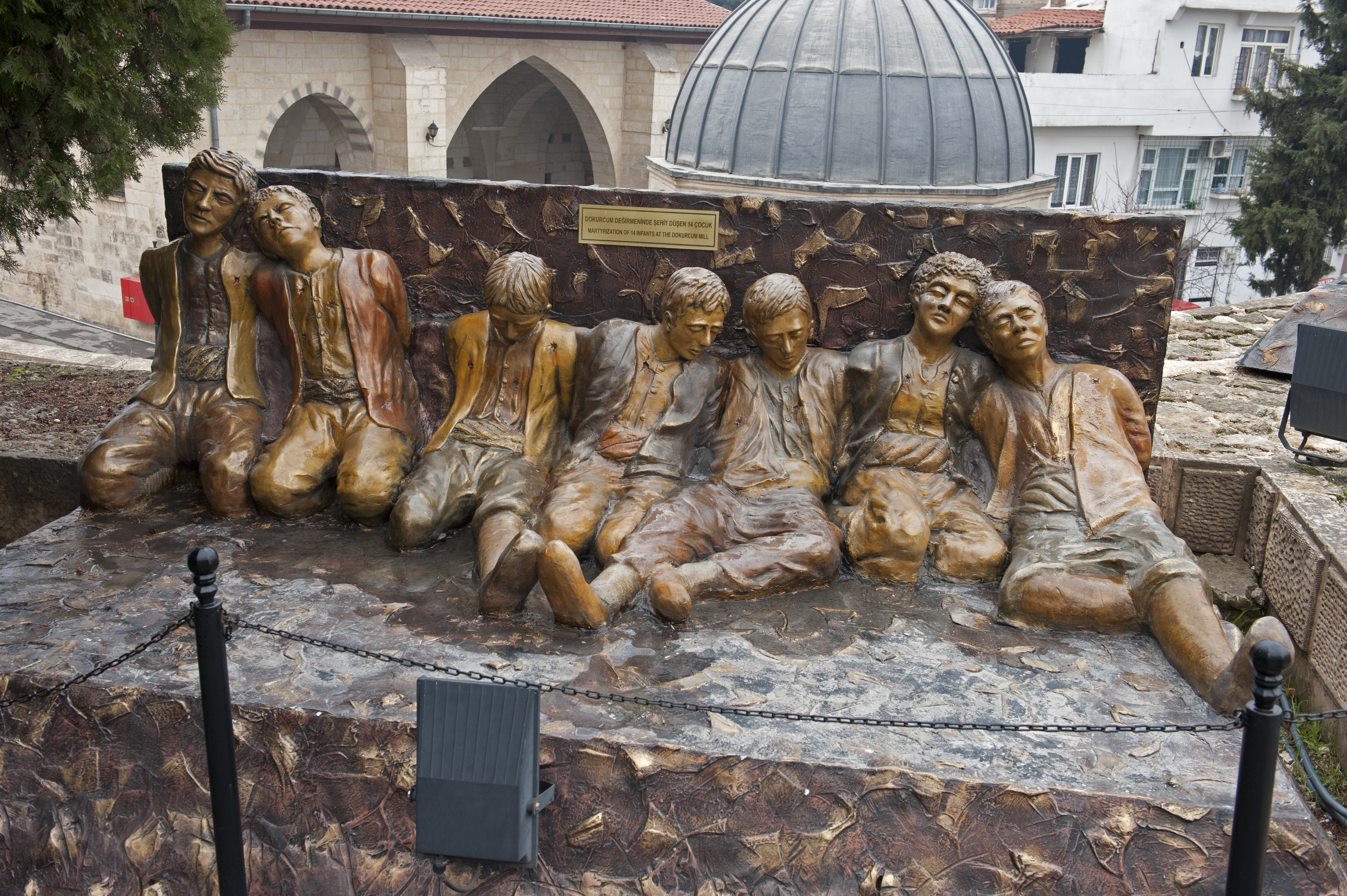
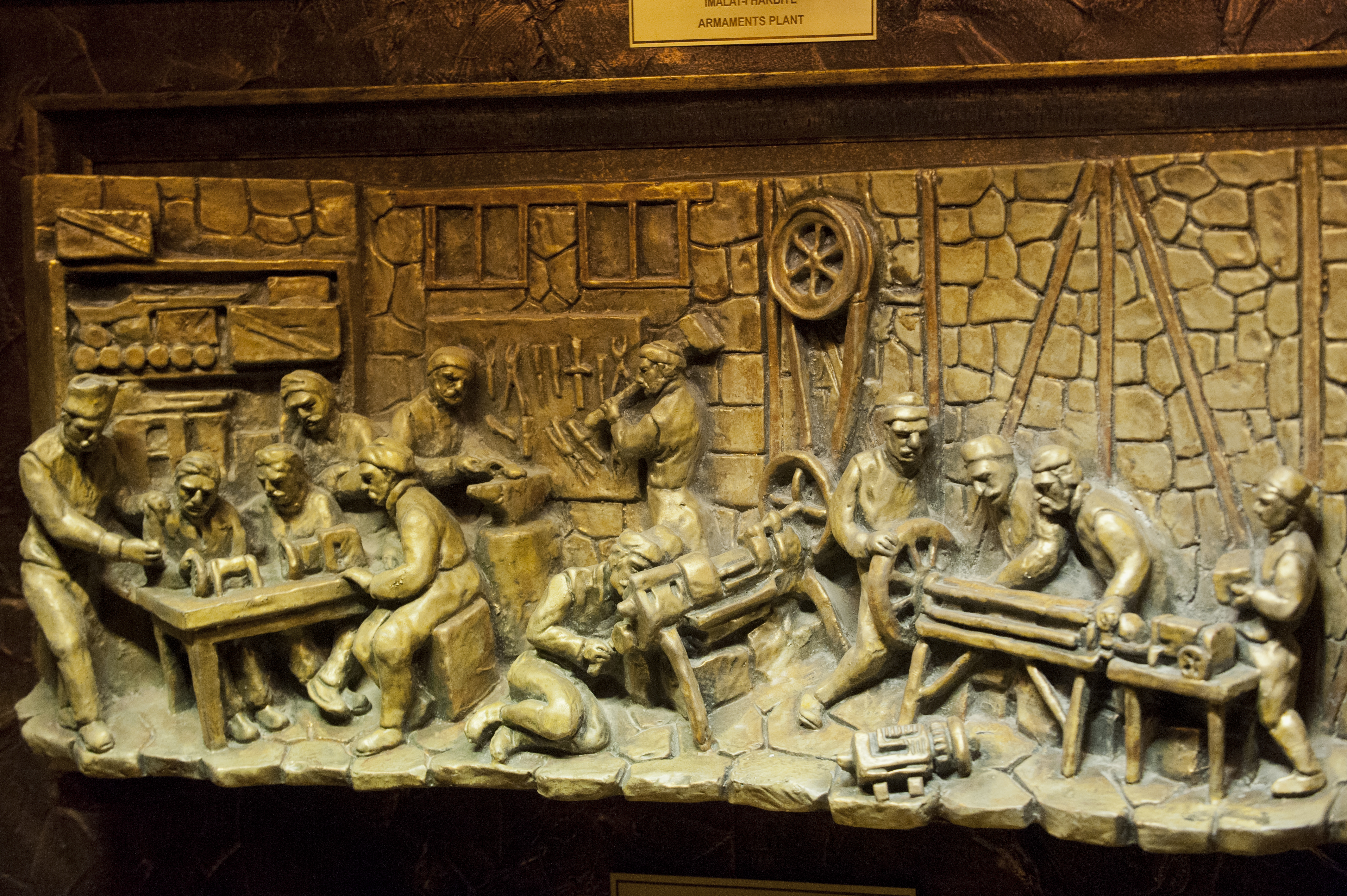
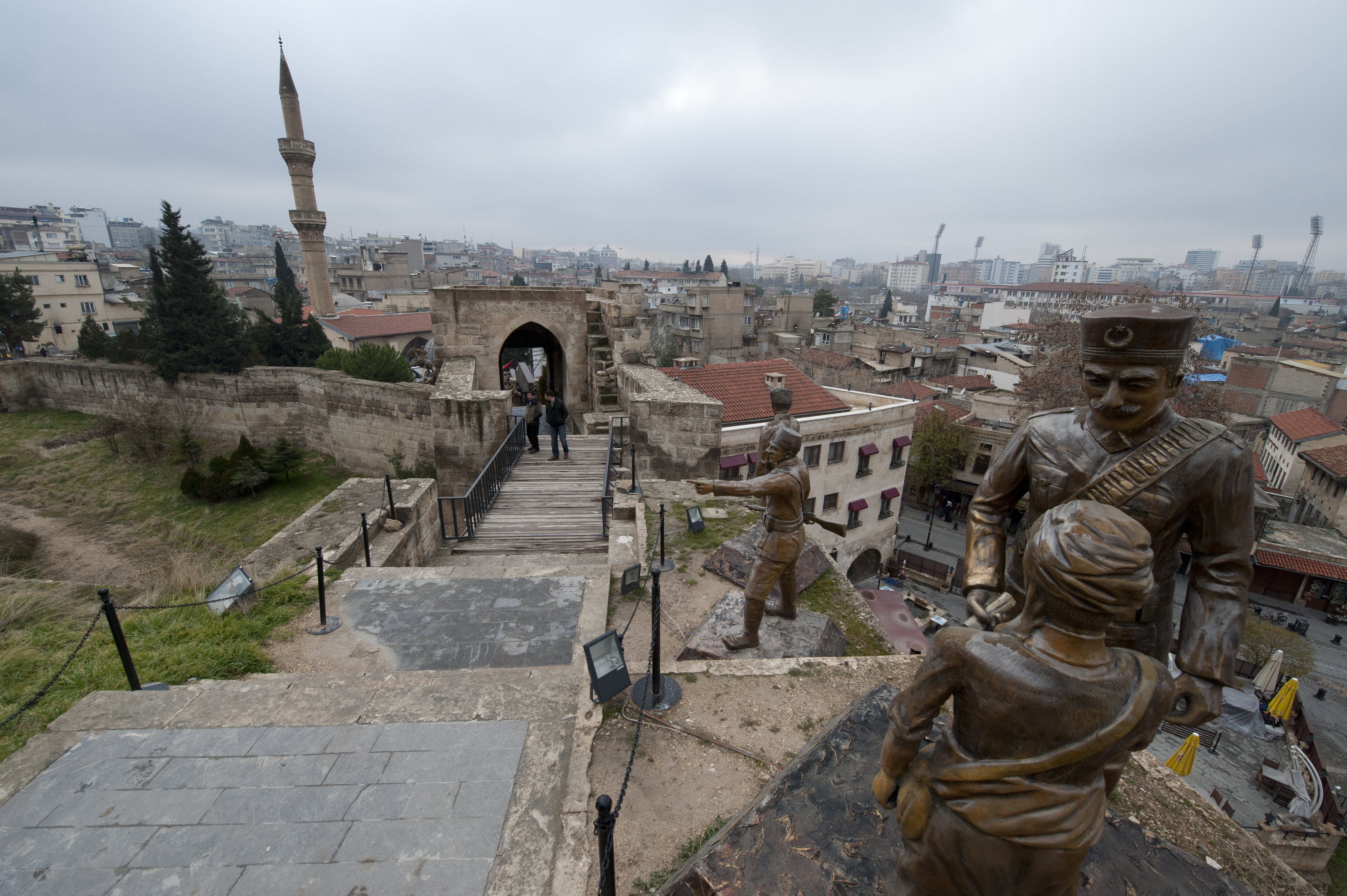

### رؤساء البلديات
| عمدة             | سنوات من الخدمة |
| فاطمة شاهين      | 2014–حتى الآن   |
| أسيم غوزيلبي     | 2004–2014       |
| جلال دوغان       | 1989–2004       |
| عمر ارباكي اوغلو | 1984–1989       |